# Franco Ferrucci
Franco Ferrucci (Pisa, 20 settembre 1936 – New York, 30 agosto 2010) è stato uno scrittore e traduttore italiano.

## Biografia
Laureato presso l'Università di Pavia, è stato professore di Italiano alla Rutgers University.
È stato autore di numerosi saggi di critica letteraria ed estetica, e di alcuni romanzi.
Nel 1973 ha vinto il primo premio al Premio Nazionale Letterario Pisa per la Narrativa inedita.
Nel 1987 ha vinto il Premio Grinzane Cavour per il suo libro Il mondo creato, edito da Mondadori. 
Fu anche traduttore di opere significative come la Storia della follia nell'età classica di  Michel Foucault (Rizzoli, 1963) o Il ritratto di Dorian Gray di Oscar Wilde (Einaudi, 1996).

## Opere principali

### Narrativa
- L' anatra nel cortile, Milano, Rizzoli, 1971
- Il cappello di Panama, Milano, Rizzoli, 1973
- A sud di Santa Barbara, Milano, Rizzoli, 1976
- Il mondo creato, Milano, Mondadori, 1986
- I satelliti di Saturno, Milano, Leonardo, 1989
- Lettera a me stesso ragazzo, Milano, Bompiani, 1989
- Fuochi, Torino, Einaudi, 1993
- Lontano da casa, Torino, Einaudi, 1996
- Se davvero fossi nata, Roma, Fazi, 2005

### Saggistica
- Addio al Parnaso, Milano, Bompiani, 1971
- Il giardino simbolico: modelli letterari e autobiografia dell'opera, Roma, Bulzoni, 1980
- Lettera a un ragazzo sulla felicità, Milano, Bompiani, 1982
- Il poema del desiderio. Poetica e passione in Dante, Milano, Leonardo, 1990
- L' assedio e il ritorno Omero e gli archetipi della narrazione, Milano, Mondadori, 1991
- Nuovo discorso sugli italiani, con il Discorso sopra lo stato presente dei costumi degl'italiani di Giacomo Leopardi, Milano,  Mondadori, 1993
- Ars poetica, Genova, Il melangolo, 1994
- Il formidabile deserto. Lettura di Giacomo Leopardi; Roma, Fazi Editore, 1998. ISBN 978-88-8112-061-1
- Le due mani di Dio: il cristianesimo e Dante, Roma, Fazi, 1999
- Il teatro della fortuna: potere e destino in Machiavelli e Shakespeare, Roma, Fazi, 2004
- Dante: lo stupore e l'ordine, Napoli, Liguori, 2007

### Traduzioni
- Michel Foucault, Storia della follia nell'età classica, Milano, Rizzoli, 1963.
- Oscar Wilde, Il ritratto di Dorian Gray, Collana Scrittori tradotti da scrittori, Torino, Einaudi, 1996.